# Sinistrofulgur perversum
Espèce
Synonymes
- Busycon perversum (Linnaeus, 1758)[2]

Sinistrofulgur perversum est l’une des très rares espèces de gastéropodes dits sénestres, c'est-à-dire que les spires de sa coquille s’enroulent dans le sens inverse des aiguilles d’une montre. Il partage cette particularité avec d'autres espèces de la famille des Busyconidae comme Busycon contrarium et Sinistrofulgur sinistrum, mais il est beaucoup plus commun qu'elles.

## Description
C'est un grand escargot de mer carnivore.

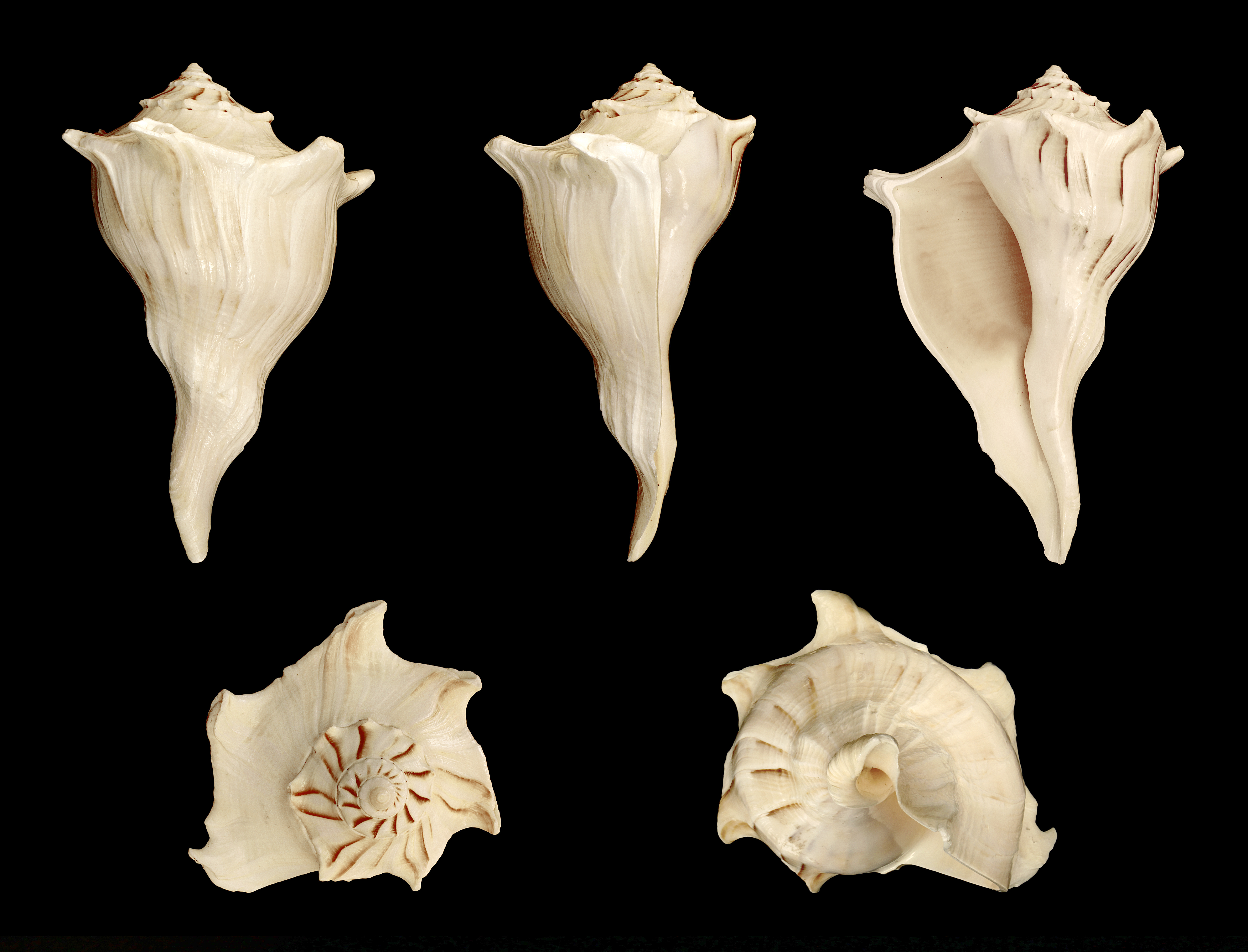
Forme avec extensions
Forme sans extensions

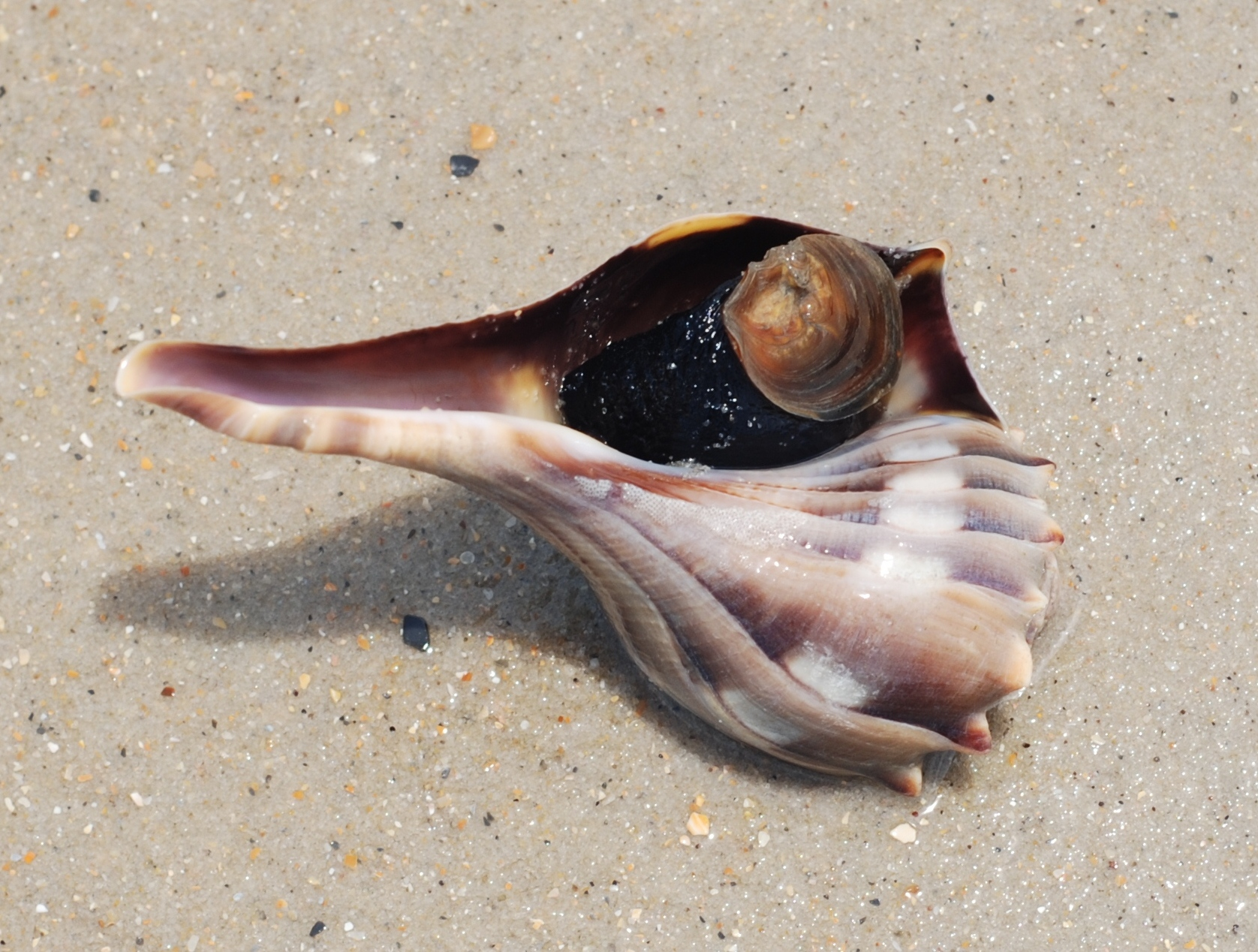
Adulte rejeté sur une plage de Caroline du Nord. Remarquer l'opercule.
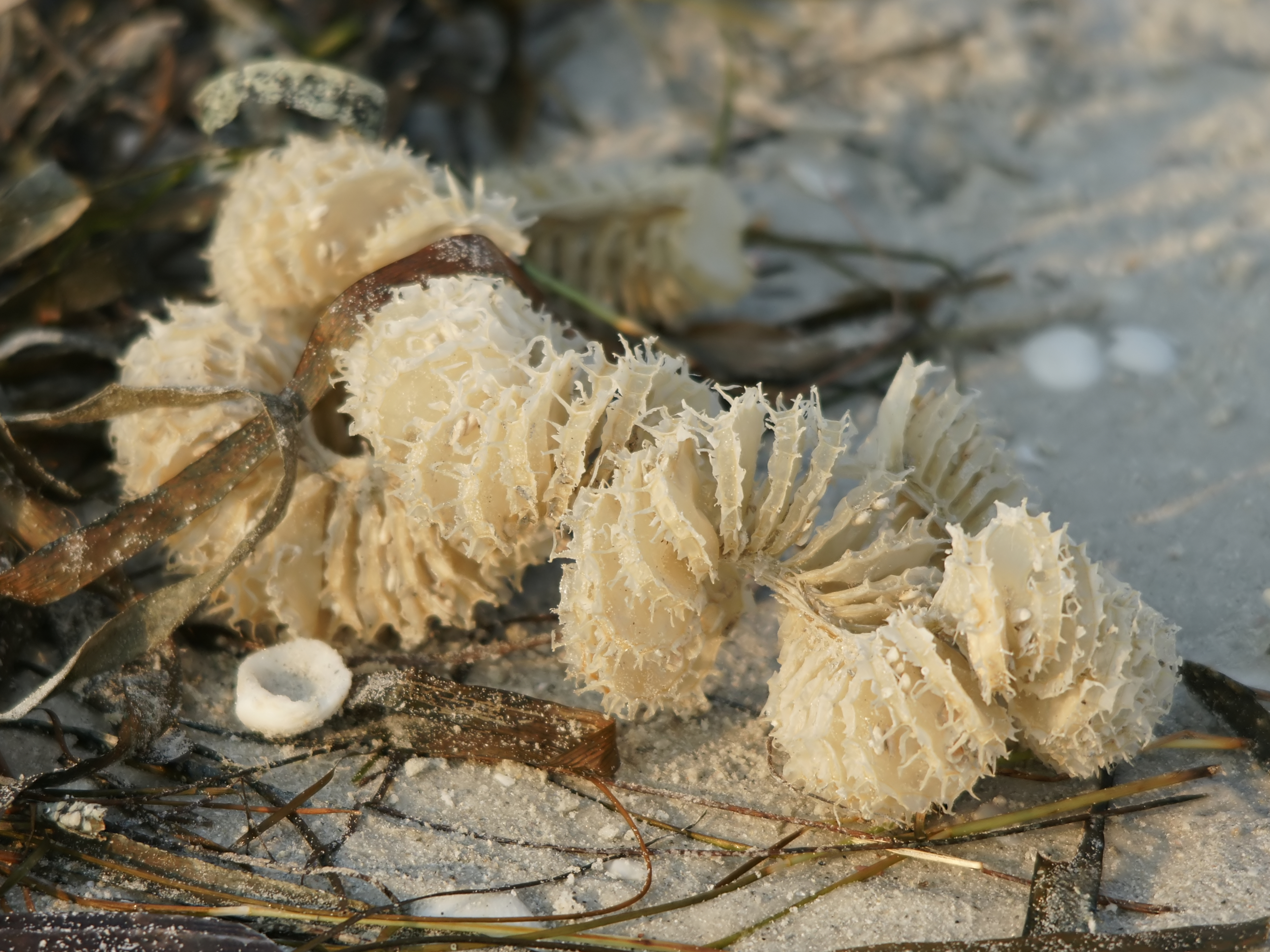
Œufs.

## Localisation
On le trouve sur la côte sud-est des États-Unis, des rivages du New Jersey jusqu’au Mexique.

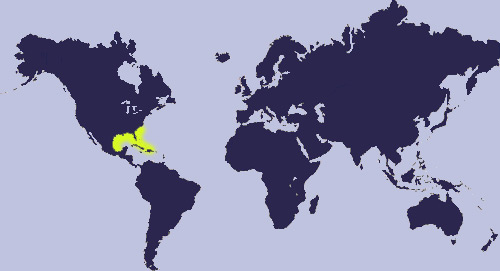
Répartition de Busycon perversum.